# Girolamo Rusticucci

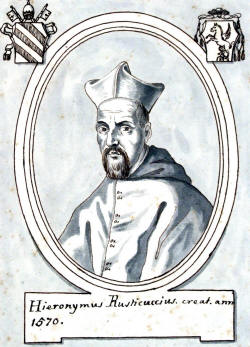
Girolamo Kardinal Rusticucci

Girolamo Rusticucci (* Januar 1537 in Cartoceto; † 14. Juni 1603 in Rom) war ein italienischer Geistlicher, Bischof von Senigallia und Kardinal der Römischen Kirche.

## Leben

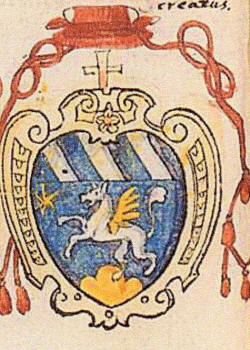
Kardinalswappen von Girolamo Rusticucci

Er war der Sohn des Rechtsanwalts Ludovico Rusticucci und dessen Ehefrau Diamante Leonardi. Seine Eltern starben, als Girolamo Rusticucci ein kleines Kind war. Er erhielt eine Bildung in den freien Künsten und war Mitglied eines Oratoriums.
Im Jahr 1557 kam er nach Rom, wo er in den Hofstaat des Kardinals Michele Ghislieri aufgenommen wurde, der 1566 als Pius V. Papst wurde. Girolamo Rusticucci wurde Kardinal Ghislieris Privatsekretär, nach dessen Wahl zum Papst wurde Rusticucci zum Staatssekretär des Kirchenstaates ernannt. In Abwesenheit des Kardinalnepoten Michele Bonelli wurde Rusticucci mit der Mehrzahl wichtiger kirchlicher und Staatsgeschäfte betraut. Rusticuccis Schwester Diamante war mit dem Bruder des Kardinals Bonelli, Girolamo Bonelli, verheiratet.
Am 16. Juni 1570 wurde Girolamo Rusticucci zum Bischof von Senigallia ernannt. Die Bischofsweihe spendete ihm am 26. November 1570 in der Sixtinischen Kapelle Kardinal Marco Antonio Maffei, Mitkonsekratoren waren sein älterer Bruder Francesco Rusticucci, sit 1567 Bischof von Fano, und Giuseppe Pamphilj, Bischof von Segni.
Im Konsistorium vom 17. Mai 1570 erhob Pius V. ihn zum Kardinalpriester und verlieh ihm am 9. Juni desselben Jahres den Kardinalshut und die Titelkirche Santa Susanna. Als Kardinal wurde Girolamo Rusticucci zum Legaten für Frankreich und Spanien bestellt und erhielt die Aufgabe, ein Bündnis gegen die Türken zu unterstützen. Unter Papst Gregor XIII. förderte er die Unterweisung und Bildung des Klerus nach den Vorschriften des Tridentinums. Vor dem 29. November 1577 resignierte er auf das Bistum Senigallia. Von 1588 bis 1603 war er Generalvikar für die Stadt Rom und wurde am 8. Januar 1590 Kämmerer des Heiligen Kardinalskollegiums, am 14. Februar 1592 wurde er in diesem Amt bestätigt und übte es bis 1593 aus. Am 18. August 1597 optierte er als Kardinalprotopriester zur Titelkirche Santa Maria in Trastevere. Am 30. März 1598 wurde er Kardinalbischof des suburbikarischen Bistums Albano, am 21. Februar 1600 wechselte er auf den suburbikarischen Bischofssitz von Sabina. Schließlich wechselte er am 19. Februar 1603 auf den Bischofssitz von Porto e Santa Rufina und wurde Kardinalsubdekan.

## Konklaveteilnahme
Girolamo Rusticucci nahm an folgenden Papstwahlen teil:
- Konklave 1572, Wahl von Gregor XIII.
- Konklave 1585, Wahl von Sixtus V.
- Konklave Oktober 1590, Wahl von Gregor XIV.
- Konklave 1591, Wahl von Innozenz IX.
- Konklave 1592, Wahl von Clemens VIII.

## Vermächtnis
Auf sein Testament geht der Palazzo Rusticucci-Accoramboni an der Via della Conciliazione in Rom zurück. Aus seinem Nachlass wurde dieser Palazzo von den Baumeistern Domenico Fontana und Carlo Maderno errichtet, verfiel später jedoch und wurde 1940 rekonstruiert.

## Werke
- Difese di Bellisario Bulgarini in risposta all'apologia, e palinodia di monsig. Alessandro Cariero Padovano. Et alcune lettere passate tra'l sig. Lodovico Botonio, nell'Accademia degl' Insensati di Perugia detto l'Agitato, & il medesimo Bellisario, per l'occasione della controversia, nata fra esso Bulgarino, il sig. Jeronimo Zoppio, il sopradetto Cariero, & il sig. Jacopo Mazzoni, discorrendosi intorno alla Commedia di Dante. All' illustriss. e reverendiss. signore Acta nuntiaturae Gallicae ; 2 il. sig. Girolamo Rusticucci cardinale di Santa Chiesa, etc.
- Énéide.
- Il quarto libro dell'Eneida di Vergilio ridotto in ottava rima da M. Castore Durante Academico Viterbese. All'ill. S. Hieronimo Rusticucci secretario di N. S.
- Summa de exemplis et rerum similitudinibus locupletissima. Verbi Dei Concionatoribus, cunctisq; litterarum studiosis maximo usui futura. Authore Joanne a S. Geminiano,... Nunc, post omnes alias editiones, diligenti cura a magistro Aegidio Gravatio,... aucta, & ab innumeris penè erroribus castigata & emendata. Adjectus est primum Index certissimus, optimum quamq; ac desideratum materiam ordine alphabetico ostentans.